# Anvendt Kommunalforskning
Anvendt Kommunalforskning (AKF) er en dansk organisation. 
Dets funktion er efter fusioner videreført i VIVE – Det Nationale Forsknings- og Analysecenter for Velfærd.
AKF blev oprettet i 1975 som Amternes og Kommunernes Forskningsinstitution.
Navnet blev ændret i 2006 til Anvendt KommunalForskning (hvorved man bevarede forkortelsen "AKF" og logoet).
I 2012 blev organisationen fusioneret ind under KORA.
Direktør var da Mette Wier.
Oprindeligt holdt organisation til på Nyropsgade nummer 37, København, men flyttede i 2010 til Købmagergade nummer 22.